# Anisochilus argenteus
Anisochilus argenteus là một loài thực vật có hoa trong họ Hoa môi. Loài này được Gamble mô tả khoa học đầu tiên năm 1924.